# .gg
.gg là tên miền quốc gia cấp cao nhất (ccTLD) của Guernsey được quản lý bởi Island Networks; công ty này cũng quản lý tên miền .je cho vùng lãnh thổ lân cận Jersey.

## Các tên miền cấp 2
- .co.gg: tên miền thương mại/cá nhân.
- .gov.gg: chính quyền Guernsey, Alderney, và Sark.
- .net.gg: nhà cung cấp dịch vụ Internet và thương mại.
- .sch.gg: trường học.
- .org.gg: tổ chức.

Tên có thể đăng ký trực tiếp cấp 2.